# Ulica Tyniecka w Krakowie
Ulica Tyniecka – ulica w Krakowie, w dzienicy VIII Dębniki, biegnąca od Rynku Dębnickiego wzdłuż prawego brzegu Wisły w kierunku Tyńca, aż do węzła Kraków Tyniec południowej obwodnicy Krakowa w ciągu autostrady A4.
Droga, o rodowodzie średniowiecznym jako trakt do Tyńca, pojawia się na planach miasta pod koniec XIX wieku. Swoją obecną nazwę otrzymała oficjalnie w 1912, choć na planach z tego okresu pojawia się również nazwa ulica Nadwiślańska.
W latach 30. i 40. XX wieku na początkowym odcinku ulicy powstało Osiedle Legionowe. W czasie okupacji niemieckiej, pod numerem 7 mieszkał muzeolog i taternik, Stefan Komornicki, zastrzelony tutaj 17 kwietnia 1942 podczas napadu rabunkowego.
Ulica obecnie jest niespójna; składa się z trzech odcinków położonych w różnych częściach Dębnik i częściowo połączonych nieprzejezdnymi deptakami.

## Obiekty zabytkowe
Do rejestru zabytków wpisane są następujące obiekty przy ul. Tynieckiej:
- kamienica z 1906 na rogu Rynku Dębnickiego 6 i ul. Tynieckiej 2, nr rej.: A-968 z 8.12.1993,
- willa "Pod Minerwą", ul. Tyniecka 7, z XVIII wieku, przebudowany pod koniec XIX wieku oraz w latach 1919–1921, nr rej.: A-881 z 18.04.1991,
- zespół pałacowy Lasockich z 1880 – pałac z oficyną i parkiem, ul. Tyniecka 18, nr rej.: A-603 z 30.05.1979,
- dawna rogatka miejska "Na Dębnikach" z 1919–1920, ul. Tyniecka 46, nr rej.: A-1323/M z 5.02.2013,
- dwór z przełomu XIX i XX wieku z ogrodem, ul. Tyniecka 152, XIX/XX, nr rej.: A-1013 z 22.01.1996,
- szaniec FS-29 z lat 1854–1857, ul. Tyniecka (skałki Twardowskiego), nr rej.: A-831 z 27.02.1990.

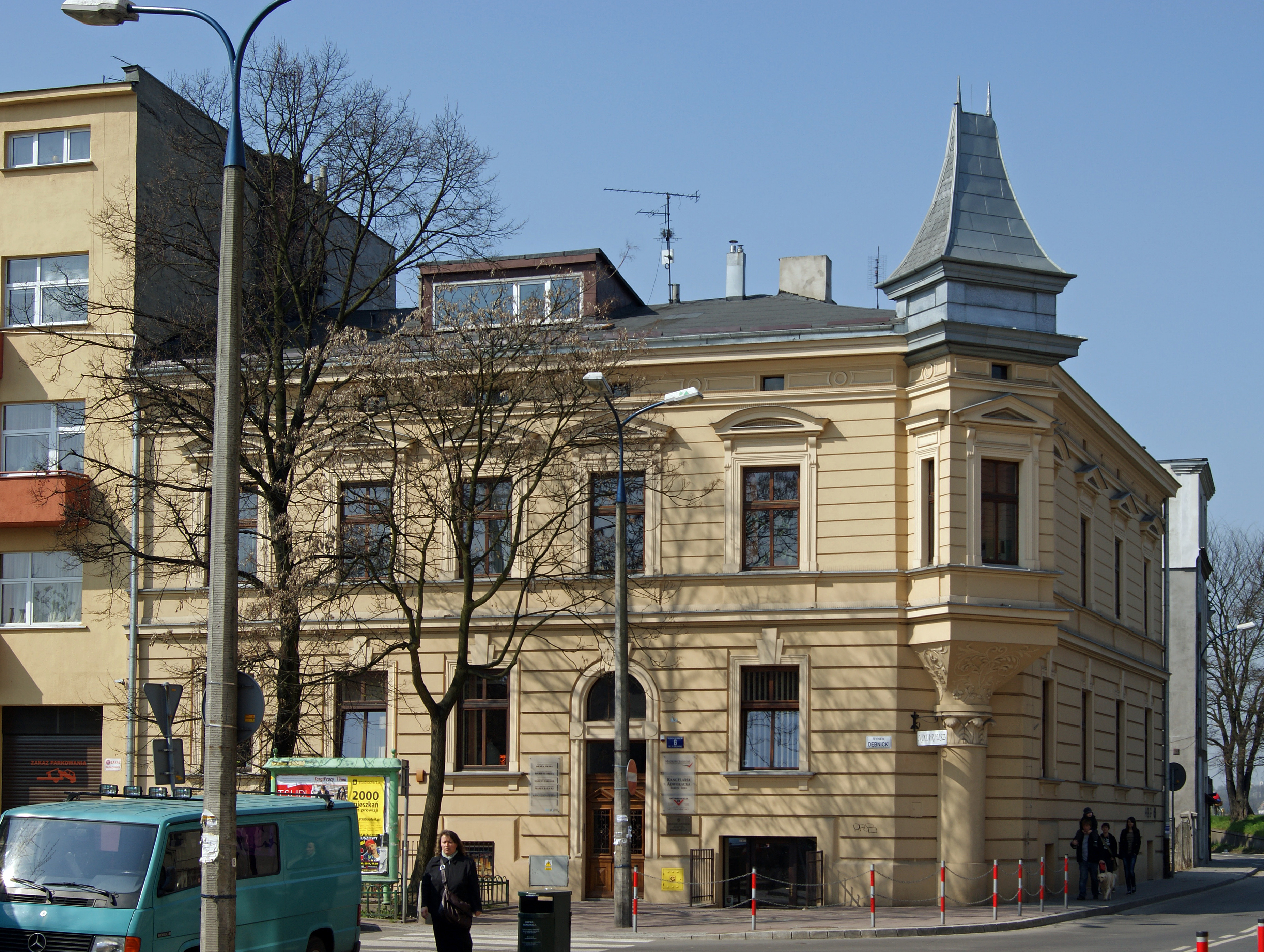
Kamienica na rogu Rynku Dębnickiego i ulicy Tynieckiej
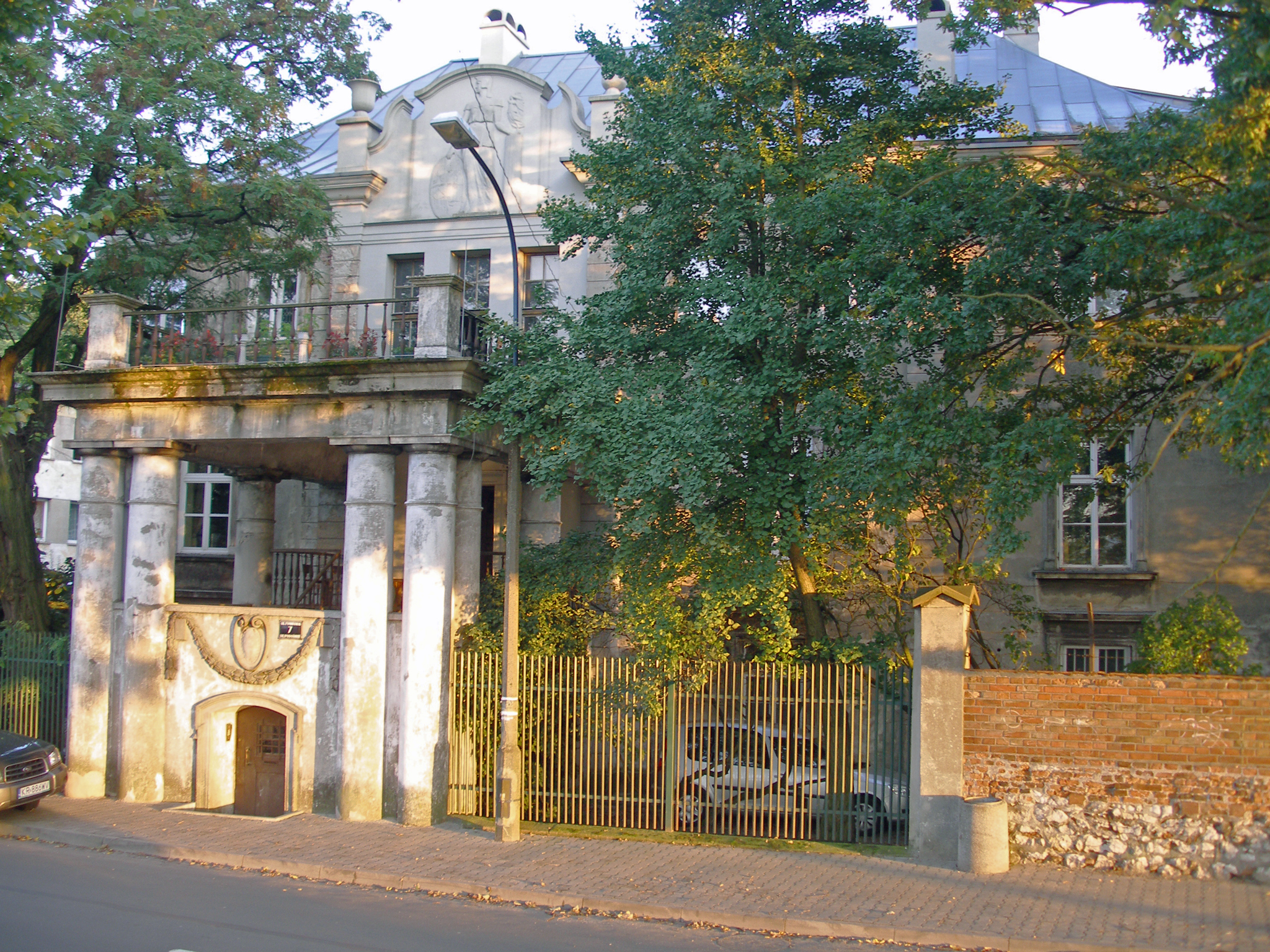
Willa "Pod Minerwą"
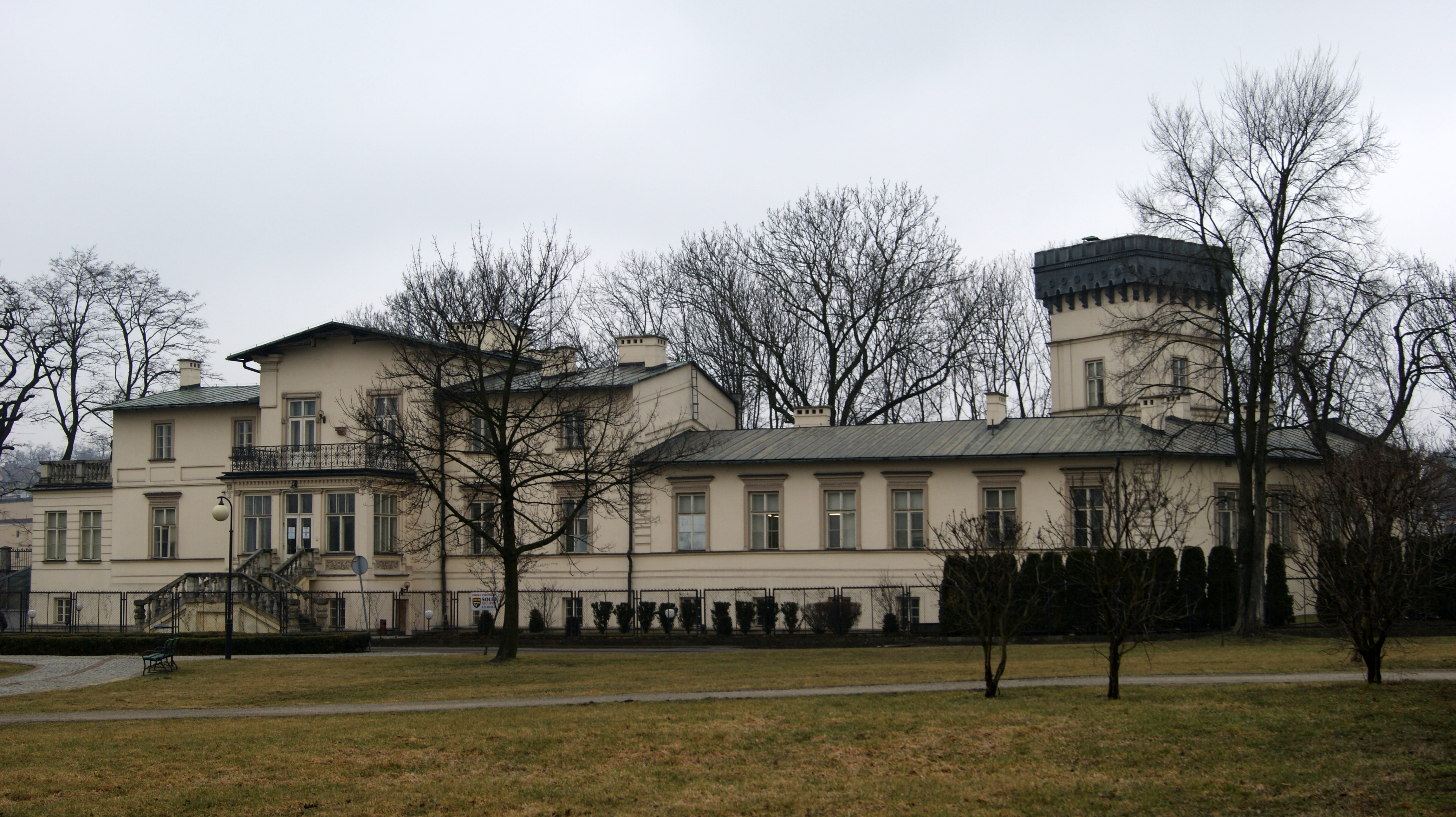
Zespół pałacowy Lasockich
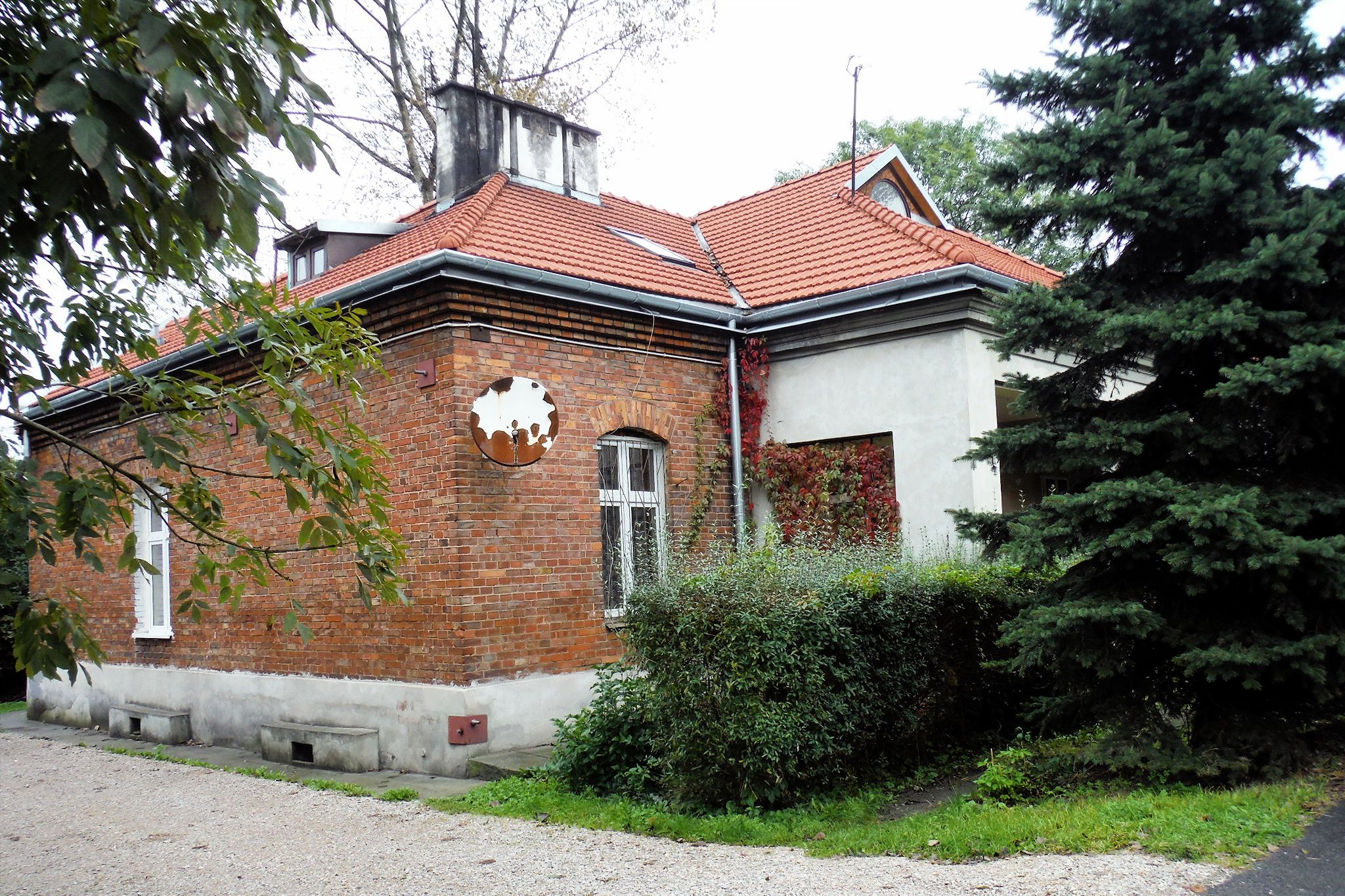
Rogatka "Na Dębnikach"
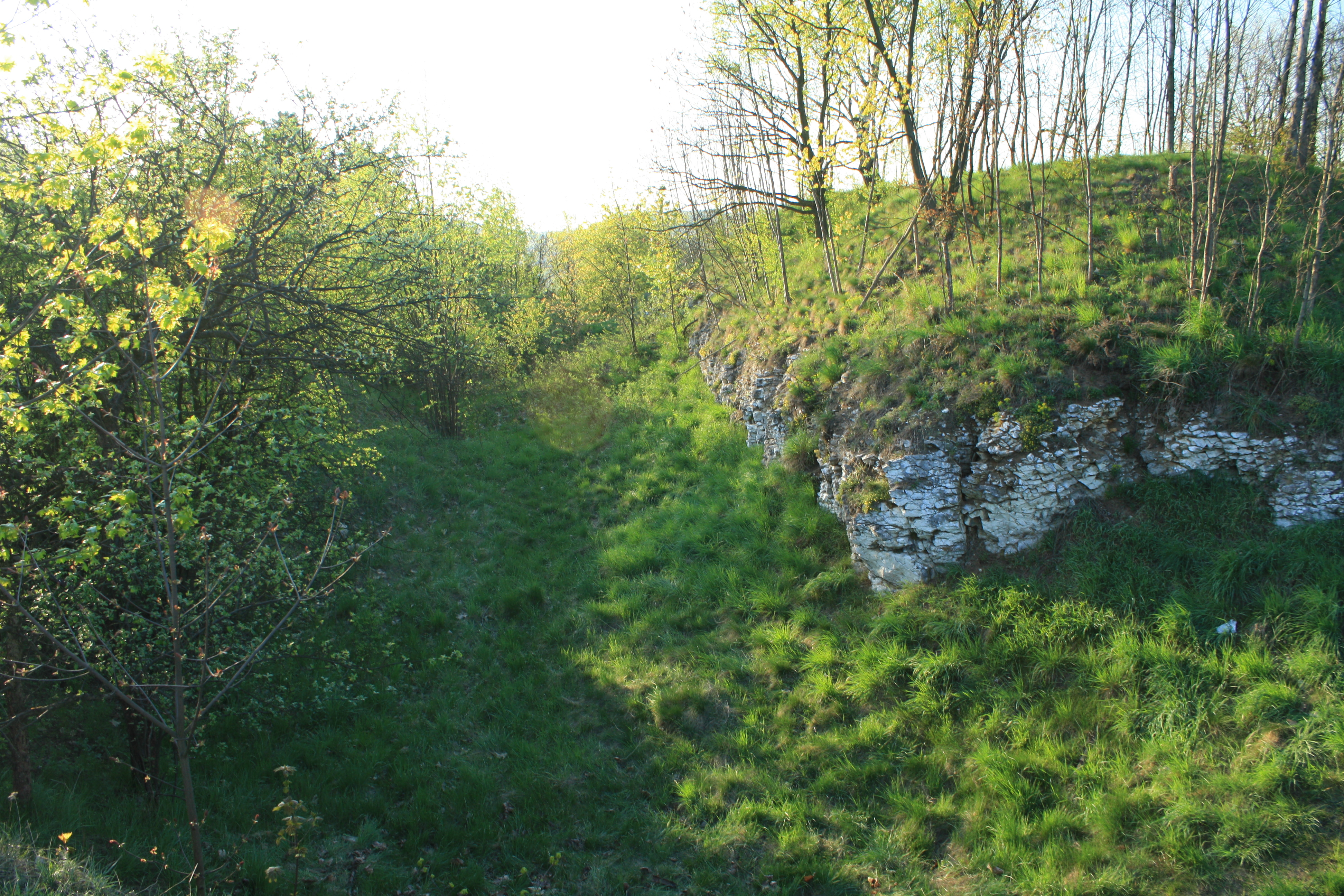
Szaniec ogniowy FS-29